# Serob Grigoryan
Serob Davit Grigoryan (en armenio: Սերոբ Դավթի Գրիգորյան; Vladikavkaz, Osetia del Norte-Alania, 4 de febrero de 1995) es un futbolista ruso, nacionalizado armenio, que juega en la demarcación de defensa para el Alashkert F. C. de la Liga Premier de Armenia.

## Selección nacional
Tras jugar con la selección de fútbol sub-17 de Armenia, la sub-19 y la sub-21, finalmente hizo su debut con la selección absoluta el 5 de septiembre de 2020. Lo hizo en un partido de la Liga de las Naciones de la UEFA contra Macedonia del Norte que finalizó con un resultado de 2-1 a favor del combinado macedonio tras los goles de Ezgjan Alioski y Ilija Nestorovski para Macedonia del Norte, y de Tigran Barseghyan para Armenia.

## Clubes
| Club                              | País    | Año       | Partidos | Goles |
| --------------------------------- | ------- | --------- | -------- | ----- |
| P. F. C. Krylia Sovetov Samara II | Rusia   | 2012-2016 | 21       | 0     |
| Shirak S. C. (cedido)             | Armenia | 2014      | 14       | 0     |
| F. C. Zenit Penza (cedido)        | Rusia   | 2015      | 1        | 0     |
| F. C. Pyunik                      | Armenia | 2016-2022 | 135      | 1     |
| BKMA Ereván                       | Armenia | 2022-2023 | 17       | 1     |
| Alashkert F. C.                   | Armenia | 2023-2024 | 20       | 1     |
| F. C. Van                         | Armenia | 2024-2025 | 26       | 0     |
| Alashkert F. C.                   | Armenia | 2025-     |          |       |

## Palmarés

### Títulos nacionales
| Título                  | Club         | País    | Año  |
| ----------------------- | ------------ | ------- | ---- |
| Liga Premier de Armenia | F. C. Pyunik | Armenia | 2022 |